# Gare d'Évires
La gare d'Évires est une ancienne gare ferroviaire française de la ligne d'Aix-les-Bains-Le Revard à Annemasse, située sur le territoire de la commune déléguée française d'Évires, dans le département de la Haute-Savoie, en région Auvergne-Rhône-Alpes.

## Situation ferroviaire
Établie au point culminant de la ligne d’Aix-les-Bains-Le Revard à Annemasse, à 766 mètres d’altitude, la gare d’Évires est située au point culminant point kilométrique (PK) 62,392, entre les gares fermées des Aires et des Fleuries ou, en termes de gares ouvertes, celles de Groisy - Thorens - la-Caille et La Roche-sur-Foron. Elle sert également de point d’entrée au tunnel des Bornes, long de 1 577 m, qui permet de passer sous le col d’Évires.

## Histoire
La gare est fermée au trafic le 8 décembre 2012.